# Stazione di Paganica
La stazione di Paganica è una stazione della linea ferroviaria Terni-Sulmona gestita da RFI.
È una delle sette stazioni del territorio comunale dell'Aquila, la seconda per importanza, e serve l'intera periferia orientale del capoluogo abruzzese. Il suo nome deriva dal fatto che, fino alla creazione della Grande Aquila nel 1927, l'attuale frazione di Paganica era comune autonomo; la stazione è, tuttavia, posta a circa 3 km dal centro di Paganica, sulla strada statale 17 dell'Appennino Abruzzese e Appulo Sannitica, tra le frazioni di Bazzano e Onna e in prossimità di un'importante zona artigianale e industriale.

## Storia
Inaugurata il 10 maggio 1875, la stazione costituiva uno scalo importante per il trasporto di prodotti agricoli, tanto che ancora oggi è presente nei pressi del fabbricato viaggiatori, il vecchio edificio dello scalo merci.
La stazione è impresenziata dal 1993, anno di attivazione del CTC sulla linea.
Dal 2008 tutti i treni diretti a Terni sono stati attestati alla stazione dell'Aquila. Nel 2009, inoltre, la struttura ha fatto registrare gravi danni in seguito al sisma del 6 aprile. Nel 2018 i locali del fabbricato viaggiatori sono stati concessi da RFI ad un'associazione che intende realizzarvi un centro diurno per anziani.

## Movimento
La stazione è servita da alcuni treni regionali gestiti da Trenitalia per conto della regione Abruzzo, diretti a L'Aquila e Sulmona.